# لیم نا یونگ
لیم نا یونگ (کره‌ای: 임나영؛ زادهٔ ۱۸ دسامبر ۱۹۹۵)، همچنین با نام ایم نایونگ نیز شناخته می‌شود، خواننده، رپر و بازیگر اهل کره جنوبی است. او در به خاطر حضور در برنامهٔ رقابتی پرودوس ۱۰۱ و کسب جایگاه دهم شناخته می‌شود. او عضو سابق گروه‌های دخترانه آی.او. آی و پریستین است.